# Lucas Vogelsang

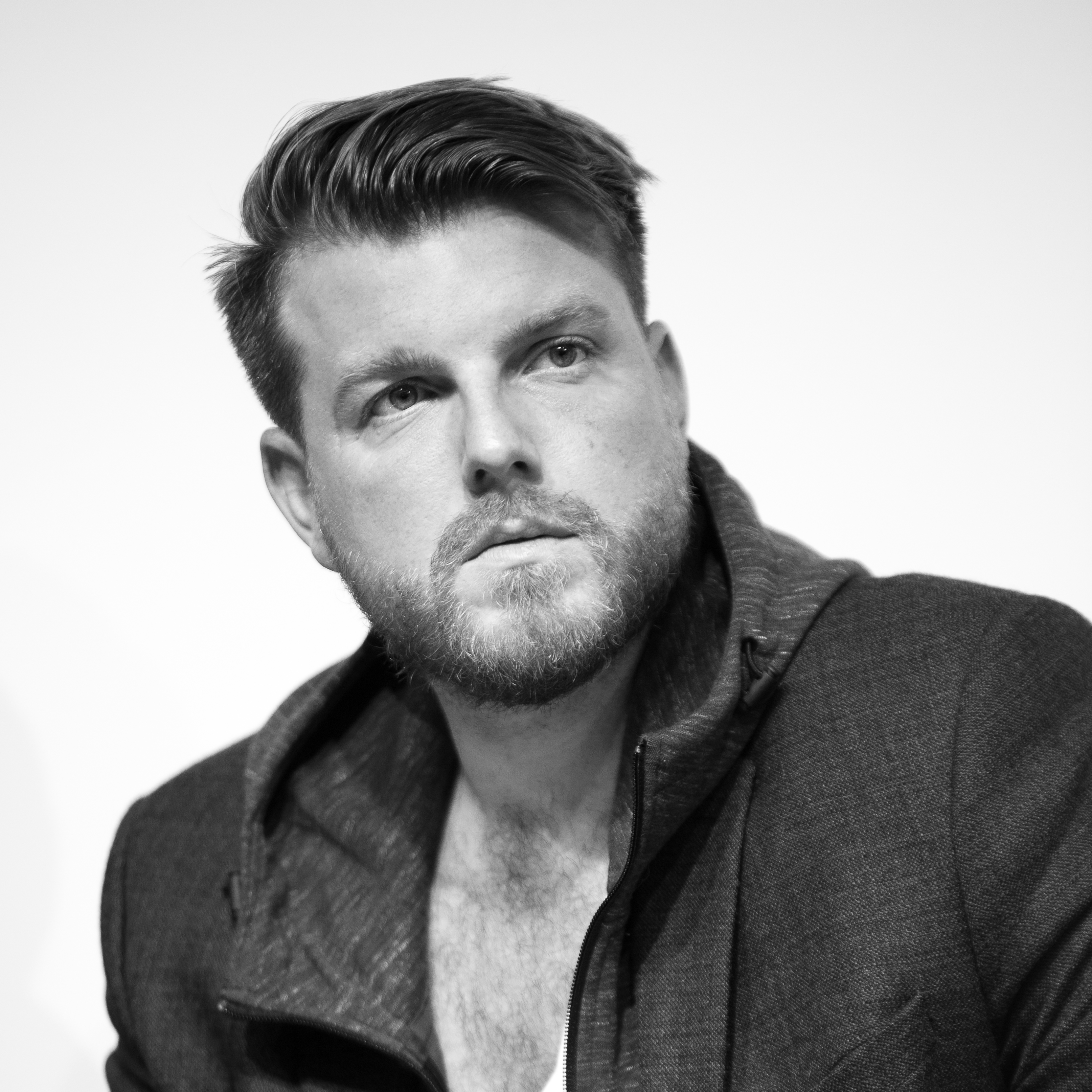
Lucas Vogelsang auf der Frankfurter Buchmesse 2017

Lucas Vogelsang (* 29. August 1985 in Berlin) ist ein deutscher Autor, Journalist und Podcaster.

## Leben
Vogelsang wuchs in Berlin-Spandau auf und besuchte nach dem Abitur die Reportageschule Reutlingen. Danach arbeitete er als freier Autor für den Tagesspiegel in Berlin und begründete den 11-Freunde-Liveticker. 2011 übernahm er die Recherche und führte Interviews für das am Berliner Maxim-Gorki-Theater uraufgeführte Theaterstück Völker schaut auf diese Stadt von Rainald Grebe. Anschließend wurde Vogelsang Autor und Redakteur für die ARD Vorabend-Talkshow Gottschalk Live. Von 2011 bis 2017 schrieb Vogelsang die monatliche Kolumne „(K)einer von uns“ im Playboy. 2014 erschien im Rowohlt Verlag sein erstes Buch Und nun zum Wetter – 100 Jahre Weltgeschichte im Liveticker.
Von 2015 bis 2018 war Vogelsang Autor bei der Tageszeitung Die Welt und der Wochenzeitung Welt am Sonntag. In dieser Zeit veröffentlichte er im Aufbau Verlag seine Reportage-Sammlung Heimaterde – eine Weltreise durch Deutschland, die sich mit dem Leben von Migranten in Deutschland auseinandersetzt. Das Hamburger Abendblatt schrieb darüber, es sei „… ein ebenso anrührendes wie nachdenklich machendes Buch, das sich jedem Schubladendenken verweigert“.
2018 nahm Vogelsang am Projekt Stadtschreiber Ruhr teil und lebte für ein Jahr im Ruhrgebiet. In dieser Zeit verwirklichte er in Zusammenarbeit mit dem Wittener Fotografen Philipp Wente und dem Hamburger Herausgeber Oliver Wurm das Magazin Ruhrgebiete.
Im Jahr 2019 kehrte Vogelsang mit Was wollen die denn hier? Deutsche Grenzerfahrungen zum Rowohlt Verlag zurück. Gemeinsam mit dem Schauspieler Joachim Król ist er für dieses Buch vom Westen in den Osten gefahren, um Menschen zu treffen, deren Leben mit dem Mauerfall noch einmal neu begonnen hatten.
Seit April 2017 veröffentlicht Vogelsang gemeinsam mit Maik Nöcker und Micky Beisenherz den wöchentlichen Podcast Fussball MML.
Lucas Vogelsang lebt in Berlin-Wedding.

## Auszeichnungen
- 2010: Henri Nannen Preis in der Kategorie „Humor“ für den Liveticker auf 11freunde.de[7]
- 2013: Deutscher Reporterpreis  in der Kategorie „Beste Lokalreportage“ zusammen mit Meral Al-Mer für Sie nannten sie Titten-Gitti, erschienen in Der Tagesspiegel am 8. März 2013[8]
- 2016: Auszeichnung beim Hansel Mieth Preis für die Reportage „Ein deutsches Eck“, erschienen in der Welt am Sonntag am 19. April 2015[9]
- 2018/19: Literaturauszeichnung „Stadtschreiber Ruhr“, Brost-Stiftung, Essen[10]

## Veröffentlichungen
- In der Wand in Man muss ein Spiel auch lesen können. Blumenbar, Berlin 2014, ISBN 978-3-351-05025-2.
- Und nun zum Wetter – 100 Jahre Weltgeschichte im Liveticker. Rowohlt Taschenbuch, Hamburg 2014, ISBN 978-3-499-62856-6.
- Sie nannten sie Titten-Gitti in Ins Herz der Welt – Deutschlands beste Reporter… Ankerherz Verlag, Hollenstedt 2015, ISBN 978-3-95898-010-5.
- Heimaterde. Eine Weltreise durch Deutschland. Aufbau Verlag, Berlin 2017, ISBN 978-3-351-03671-3.
- Kneipe, Union in Alles auf Rot: Der 1. FC Union Berlin. Blumenbar, Berlin 2017, ISBN 978-3-351-05046-7.
- Sieben Jahre Enkel in Wellen schlagen: Die Geschichte danach – Reporter erzählen. Stämpfli Verlag, Bern 2018, ISBN 978-3-7272-6037-7.
- mit Joachim Król: Was wollen die denn hier? Deutsche Grenzerfahrungen. Rowohlt, Hamburg 2019, ISBN 978-3-498-07071-7.
- Ein Wiedersehen in Echte Liebesgeschichten. Piper Verlag, München 2019, ISBN 978-3-492-07015-7.
- Zeitlupen – Denn der Fußball schreibt die besten Geschichten. Tropen, Stuttgart 2021, ISBN 978-3-608-50497-2.